# Diane Franklin
Diane Franklin (Plainview, Nova Iorque, 11 de fevereiro de 1962) é uma atriz, produtora, e modelo americana.

## Início de vida
Franklin nasceu em Plainview, Nova Iorque. Seus pais eram ambos imigrantes alemães. Franklin é surda do ouvido esquerdo.

## Educação
Franklin frequentou a Universidade de Nova Iorque por um ano em 1981–1982 antes de abandonar o curso para se tornar uma atriz profissional. Ela continuou sua educação 30 anos depois, quando frequentou o Moorpark College e depois a Universidade do Estado da Califórnia em Northridge, onde se formou em educação em 2017.

## Carreira
No início de sua carreira de atriz, Franklin apareceu em comerciais de televisão para Coca-Cola, Trident, Jell-O, e café Maxwell House. Aos 17 anos, ela apareceu em dois episódios de As the World Turns, que foi ao ar em outubro de 1979. Seu papel de destaque foi como Karen no filme de drama adolescente de 1982 The Last American Virgin. No mesmo ano, ela interpretou Patricia Montelli no filme de terror Amityville II: The Possession. Ela recebeu o maior faturamento em seu próximo filme, a comédia erótica de 1984 Second Time Lucky, e interpretou a estudante de intercâmbio francesa Monique Junet na comédia de 1985 Better Off Dead.
Franklin interpretou a Princesa Joanna no filme de comédia Bill & Ted's Excellent Adventure de 1989 e apareceu como figurante ou em papéis especiais em episódios de séries de televisão como Bay City Blues, Matlock, e Family Law. Ela também apareceu em três filmes para a televisão, incluindo um papel como a primeira esposa de Jock Ewing no filme Dallas: The Early Years, de 1986.

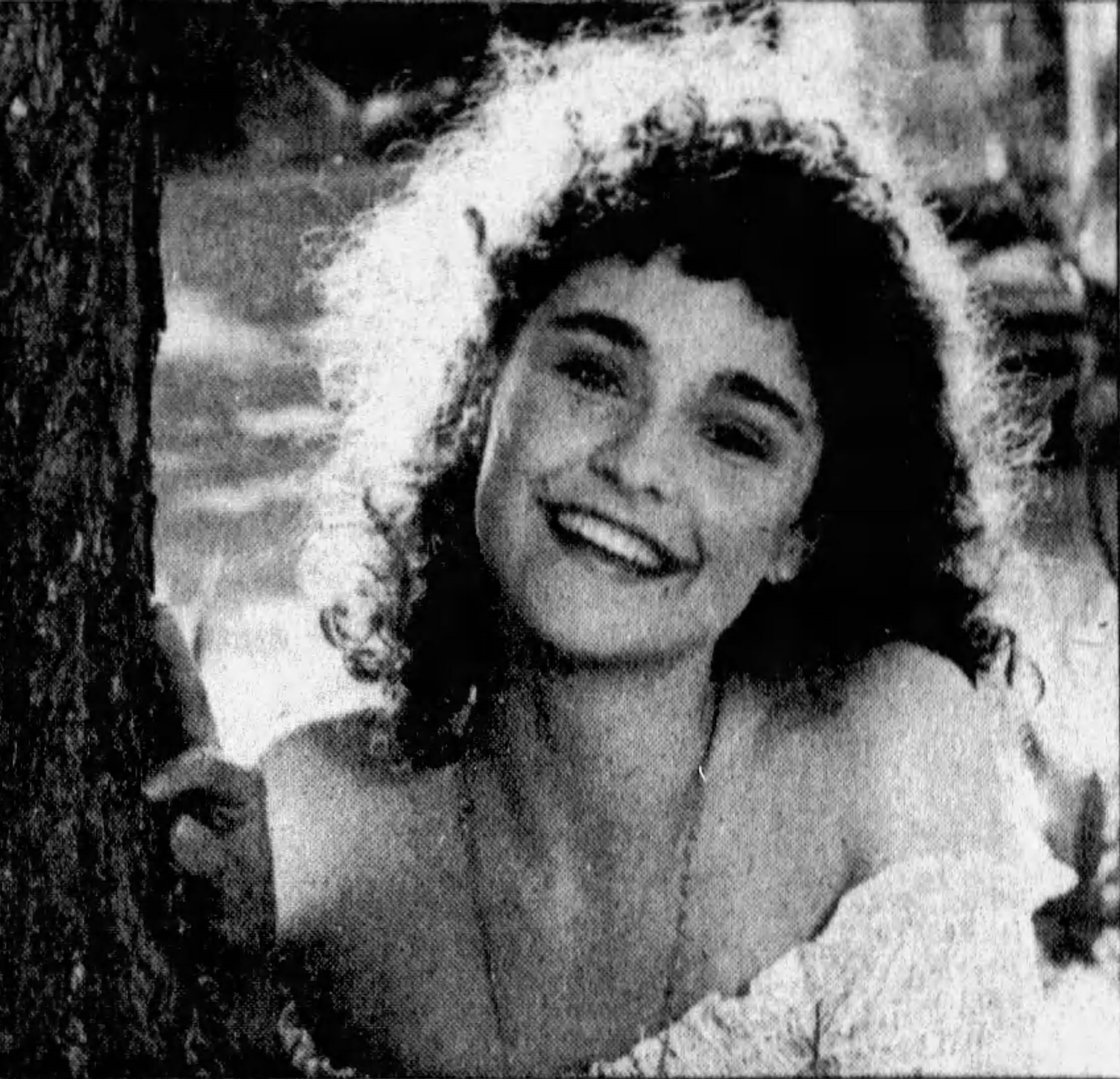
Franklin em Summer Girl (1983)

Em 2012, Franklin publicou um livro de memórias chamado Diane Franklin: The Excellent Adventures of the Last American, French Exchange Babe of the 80s. Em 2017, ela publicou um segundo livro de memórias chamado Diane Franklin: The Excellent Curls of the Last American, French-Exchange Babe of the 80s. Em 2018, ela retornou à franquia Amityville para interpretar Louise DeFeo no filme de terror e drama The Amityville Murders. Em 2021, ela interpretou a Sra. Healy no filme de terror Ted Bundy: American Boogeyman.
Em 2023, Franklin interpretou Danielle em Waking Nightmare, um filme de terror independente que recebeu um acordo provisório SAG-AFTRA, permitindo que as filmagens continuassem e os atores promovessem o filme. Ela também estrelou como Sinead Chambers em Pareidolia, um curta-metragem de terror britânico.

## Vida pessoal
Franklin se casou com Ray DeLaurentis, um escritor de animação para programas como The Fairly OddParents, em 1989. Eles residem em Westlake Village, Califórnia. Seu filho, Nicholas DeLaurentis, é músico, enquanto sua filha, Olivia DeLaurentis, é uma comediante e atriz mais conhecida como metade da dupla de comédia absurda Syd & Olivia.

## Filmografia

### Filme
| Ano  | Filme                                           | Papel                | Notas          |
| ---- | ----------------------------------------------- | -------------------- | -------------- |
| 1982 | Amityville II: The Possession                   | Patricia Montelli    |                |
| 1982 | The Last American Virgin                        | Karen                |                |
| 1984 | Second Time Lucky                               | Eve                  |                |
| 1985 | Better Off Dead                                 | Monique Junet        |                |
| 1986 | TerrorVision                                    | Suzy Putterman       |                |
| 1989 | How I Got into College                          | Sharon Browne        |                |
| 1989 | Bill & Ted's Excellent Adventure                | Princess Joanna      |                |
| 2006 | Punchcard Player                                | Sweetheart           |                |
| 2008 | The Adventures of Lass                          | Mum / Gramma         | Curta-metragem |
| 2009 | The Adventures of Lass 2: The Sweet Potato Rush | Mum / Gramma         | Curta-metragem |
| 2010 | The Adventures of Lass 3: Going to America      | Mum / Old Lass       | Curta-metragem |
| 2011 | Humanized                                       | Computer             | Curta-metragem |
| 2012 | My Better Half                                  | Viola Young          | Curta-metragem |
| 2013 | Lovechild                                       | Jenny Meyers         | Curta-metragem |
| 2013 | Royal Effups                                    | Earless of Incestia  | Curta-metragem |
| 2018 | The Amityville Murders                          | Louise DeFeo         |                |
| 2019 | Wally Got Wasted                                | Emma                 |                |
| 2021 | Ted Bundy: American Boogeyman                   | Mrs. Healy           |                |
| 2021 | Clay Zombies                                    | D.J.St. VC Skatewell |                |
| 2023 | Waking Nightmare                                | Danielle             |                |
| 2023 | Pareidolia                                      | Sinead Chambers      | Curta-metragem |
| 2023 | The Dark Room                                   | Dr. Riley            |                |

### Televisão
| Ano  | Título                    | Papel              | Notas                |
| ---- | ------------------------- | ------------------ | -------------------- |
| 1983 | Bay City Blues            | background extra   | 2 episódios          |
| 1983 | Summer Girl               | Cinni              | Filme para televisão |
| 1983 | Deadly Lessons            | Stefanie Aggiston  | Filme para televisão |
| 1985 | The Insiders              | background extra   | 1 episódio           |
| 1985 | Finder Of Lost Loves      | Emily Bennetts     | 1 episódio           |
| 1986 | Dallas: The Early Years   | Amanda Lewis Ewing | Filme para televisão |
| 1987 | Charles In Charge         | Anna Grudov        | 1 episódio           |
| 1987 | Matlock                   | Nancy Lamont       | 1 episódio           |
| 1988 | Freddy's Nightmares       | Jessica            | 1 episódio           |
| 1989 | Alfred Hitchcock Presents | Paula / Paulette   | 1 episódio           |
| 1990 | Encyclopedia Brown        | Sondra Gafney      | 1 episódio           |
| 1991 | Murder, She Wrote         | Phyllis Gant       | 1 episódio           |
| 1999 | Providence                | Diane Cavalero     | 1 episódio           |
| 2000 | Family Law                | TV Announcer       | 1 episódio           |
| 2010 | Toon Wolf                 | Network President  | 1 episódio           |
| 2013 | Parole Officers           | Marge              | Filme para televisão |